# トリスタニア
トリスタニア（Tristania）は、ノルウェーのシンフォニック・ゴシックメタル・バンド。
シアター・オヴ・トラジディーと同じく男女混成ボーカルで、ヴィベケ・ステーネはゴシックメタルを代表するソプラノ・スタイルのボーカリストとして挙げられる。
2007年、ヴィベケ・ステーネが脱退。マリアンジェラ・デムルタスが加入している。
2022年、解散が発表された。

## メンバー

### 最終ラインナップ
- Anders Høyvik Hidle – ギター (1995年–)、デスヴォイス (2006年–)
- Einar Moen – シンセサイザー、プログラミング (1995年–)
- Mariangela Demurtas – ボーカル (2007年–)
- Gyri Smørdal Losnegaard – ギター (2009年–)
- Ole Vistnes – ベース、バック・ボーカル (2009年–)
- Tarald Lie Jr. – ドラム (2010年–)
- Kjetil Nordhus – ボーカル、アコースティックギター (2010年–)

### 旧メンバー

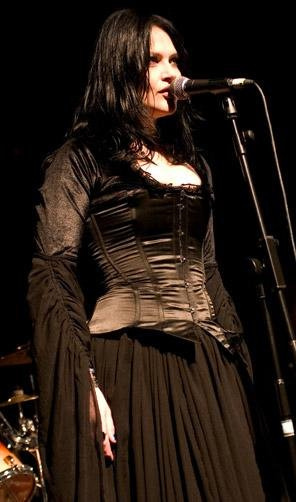
ヴィベケ・ステーネは18歳で加入し、11年在籍した。

- Morten Veland – デスヴォイス、ギター (1995年–2000年)
- Rune Østerhus – ベース (1995年–2009年)
- Kenneth Olsson – ドラム (1995年–2010年)
- Vibeke Stene – ボーカル (1997年–2007年)
- Kjetil Ingebrethsen – デスヴォイス、アコースティックギター (2001年–2006年)
- Østen Bergøy – ボーカル (2001年–2010年)
- Svein Terje Solvang – ギター、デスヴォイス (2006年–2008年)

## ディスコグラフィ

### スタジオ・アルバム
- Widow's Weeds (1998年)
- 『ビヨンド・ザ・ヴェイル』 - Beyond the Veil (1999年)
- World Of Glass (2001年)
- 『アッシュズ』 - Ashes (2005年)
- Illumination (2007年)
- Rubicon (2010年)
- Darkest White (2013年)

### ライブ・アルバム
- Widow's Tour (1999年)

### コンピレーション・アルバム
- Midwintertears (2005年)

## 外部サイト
- Tristaniaの作品 - MusicBrainz（英語）
- Tristania - Discogs（英語）
- Tristania at Encyclopaedia Metallum（英語）